# Pithecia
Sakis moines, Pithécies
Pour les articles homonymes, voir Saki.
Genre
Les sakis moines forment un genre (Pithecia) de singes du Nouveau Monde de la famille des Pitheciidae. Avec les sakis à barbe (genre Chiropotes) et les ouakaris (genre Cacajao), ils constituent la sous-famille des Pitheciinae.

## Liste d'espèces
Pendant plus de deux siècles, la taxinomie du genre Pithecia est restée floue. Cinq espèces et trois sous-espèces étaient reconnues dans les dernières révisions de l'ordre des Primates. En 2014, une étude s'est attelée à revoir tous les spécimens historiques et à procéder à une révision taxinomique complète. Elle a reconnu l'existence de 16 espèces,. Parmi les cinq espèces nouvellement décrites, 3 ont été reconsidérées comme des synonymes plus récents de Pithecia irrorata par une autre étude publiée en 2019
Espèces déjà reconnues
- Pithecia pithecia (Linnaeus, 1766) — Saki à tête pâle[5]
- Pithecia monachus (É. Geoffroy Saint-Hilaire, 1812) — Saki moine[5]
- Pithecia irrorata Gray, 1842 — Saki du Rio Tapajós[1]
- Pithecia albicans Gray, 1860 — Saki chamois[5]
- Pithecia aequatorialis Hershkovitz, 1987 — Saki à perruque[5]

Espèces élevées du rang de sous-espèce
- Pithecia chrysocephala I. Geoffroy Saint-Hilaire, 1850 — syn. Pithecia pithecia chrysocephala — Saki à tête dorée[5]
- Pithecia milleri Allen, 1914 — syn. Pithecia monachus milleri
- Pithecia vanzolinii Hershkovitz, 1987 — syn. Pithecia irrorata vanzolinii — Saki moine de Vanzolini

Espèces réintégrées (considérés auparavant comme synonymes de Pithecia monachus)
- Pithecia hirsuta Spix, 1823 — Saki hirsute
- Pithecia inusta Spix, 1823
- Pithecia napensis Lönnberg, 1938

Nouvelles espèces
- Pithecia cazuzai Marsh, 2014
- Pithecia isabela Marsh, 2014
- Pithecia mittermeieri Marsh, 2014 — statut disputé
- Pithecia pissinattii Marsh, 2014 — statut disputé
- Pithecia rylandsi Marsh, 2014 — statut disputé